# 戈特利布·馮·海斯勒
戈特利布·費迪南德·阿爾伯特·亞歷克西斯伯爵·馮·海斯勒（德語：Gottlieb Ferdinand Albert Alexis Graf von Haeseler，1836年1月19日—1919年10月25日）是威廉時代的德國陸軍軍官，最終官階陸軍元帥。

## 外部連結
- 有关戈特利布·馮·海斯勒在德国经济学中央图书馆（ZBW）20世纪新闻档案中的剪报。